# Diaporthe juglandina
Diaporthe juglandina är en svampart som först beskrevs av Karl Wilhelm Gottlieb Leopold Fuckel, och fick sitt nu gällande namn av Nitschke 1870. Diaporthe juglandina ingår i släktet Diaporthe och familjen Diaporthaceae.  Arten är reproducerande i Sverige. Inga underarter finns listade i Catalogue of Life.